# Jeff Panacloc
Jeff Panacloc , nom de scène de Damien Colcanap, né le 8 septembre 1986 à Nogent-sur-Marne (Val-de-Marne)[réf. nécessaire], est un ventriloque et humoriste français.

## Biographie

### Famille et enfance
Damien Colcanap naît le 8 septembre 1986 à Nogent-sur-Marne, dans le Val-de-Marne, d'un père conducteur de bus et d'une mère secrétaire.[réf. nécessaire]
Il passe son enfance et son adolescence dans la ville de Saint-Thibault-des-Vignes dans la Brie.
À 9 ans, il est candidat en tant que chanteur à Je passe à la télé sur France 3, une émission présentant des talents amateurs. Il y revient en 1998 et y interprète la chanson Mon fils, ma bataille de Daniel Balavoine,.
Il découvre le plaisir de la scène en accompagnant son père le dimanche, en animation de mariage ou de karaoké.

### Études et début de carrière
Damien Colcanap arrête les études avant le baccalauréat. Il obtient un diplôme et exerce le métier d'électricien à l'âge de 15 ans. En parallèle il se produit sur scène en tant que magicien.
À 17 ans, il fait la connaissance du ventriloque français David Michel et de sa marionnette Nestor le pingouin dans un cabaret parisien Le Canotier du pied de la butte,. À la suite de cette rencontre, il s'intéresse à la ventriloquie. À 22 ans, il en fait son métier, sous le pseudonyme de « Jeff Panacloc », « Panacloc » étant l'anacyclique de son nom de famille,. Sa marionnette Jean-Marc est un singe « politiquement incorrect, grossier et dévergondé » ; « il est content ! » et « salut les trouducs ! », sont des répliques récurrentes du personnage.
Après quelques scènes et cabarets, Jeff Panacloc écrit son premier spectacle intitulé Jeff Panacloc et Jean-Marc qu’il joue au théâtre Le Temple durant quatre mois.

### Révélation à la télévision (2011-2016)
En mars 2011, remarqué par Patrick Sébastien, il participe à l'émission Le Plus Grand Cabaret du monde sur France 2 dont il devient par la suite un invité régulier. Son passage mensuel dans l’émission lui ouvre les portes d’autres émissions télévisées à succès telles que notamment Vivement dimanche, Les Enfants de la télé, ou encore Touche pas à mon poste !.
Lors de ses passages télévisés, Jeff Panacloc parle de l'actualité et des célébrités : François Hollande, Nicolas Sarkozy, le concours Miss France, Johnny Hallyday, Claude François, Mike Brant, Michael Jackson et bien d'autres.
En 2012, il écrit le spectacle Jeff Panacloc perd le contrôle qu’il joue entre avril 2012 et mars 2013 à La Comédie des Boulevards.
En juin 2013 et juin 2014, il participe au Marrakech du rire, organisé par Jamel Debbouze. À cette occasion il crée un second personnage : Momo le chameau.
Après plusieurs mois de tournée en 2014 qui comprend plusieurs passages dans la capitale au théâtre des Mathurins, au Casino de Paris et à la Cigale, Jeff Panacloc s’installe pour la première fois dans la mythique et prestigieuse salle de l’Olympia en février et mars 2015. Il participera lui-même à la pose de son nom en lettre rouges sur la façade de la salle du boulevard des capucines.
Le 5 mars 2015, il débute sa première tournée des Zénith à Saint-Étienne et qui passera à travers toute la France, la Belgique et la Suisse jusqu’à l’été 2015.
En juillet 2015, par l'intermédiaire de la marionnette Jean-Marc, il crée la chanson, J't'em*****, qu'il interprète en public le 20 juin pendant l'émission de Patrick Sébastien co-présentée par Virginie Guilhaume, La Fête de la musique, du soleil et des tubes, diffusée en direct sur France 2.
Le 11 décembre, Jeff Panacloc remporte le prix du Meilleur humoriste 2015 dans l'émission d'Arthur, les Z'awards sur TF1 face à Florence Foresti, Gad Elmaleh, Kev Adams et Claudia Tagbo.
En février 2016, il se produit pour la première fois aux États-Unis à New York, Los Angeles, Miami et San Francisco.
De retour en France, il poursuit sa tournée jusqu’au 10 avril 2016, date à laquelle il donne l’ultime représentation de son spectacle au Dôme de Paris - Palais des Sports.
Le spectacle Jeff Panacloc perd le contrôle ! a attiré au total plus de 400 000 spectateurs.

### Documentaire et nouveau spectacle (2016-2020)
En octobre 2016 sort le documentaire Jeff Panacloc, l'extraordinaire aventure qui retrace son parcours. Une projection unique a lieu dans tous les cinémas CGR de France, précédé d’un direct de 30 minutes avec Jeff Panacloc au Grand Rex.
En 2016 et en 2017 il annonce un spectacle avec deux nouveaux personnages, Jeff Panacloc contre-attaque, mis en scène par Nicolas Nebot et Tom Villa, et écrit par Thomas Maurion.
La première représentation de Jeff Panacloc contre-attaque a lieu le 8 février 2017 à Avignon, elle est suivie d'une longue tournée à travers toute la France qui fait escale au Théâtre des Variétés du 26 décembre 2017 au 6 avril 2018, et à l’Olympia du 26 décembre 2018 au 6 janvier 2019.
Après une longue série de représentations dans les Zéniths de France, l'ultime représentation du spectacle est donnée le 25 janvier 2020 au Zénith de Paris. Le spectacle Jeff Panacloc contre-attaque a attiré plus de 500.000 spectateurs,.
Le spectacle est diffusé sur TF1 le 20 juin 2020 pendant le confinement lié à la pandémie de Covid-19. Il est présenté par un faux flash info juste après le journal de 20 heures, enregistré avec la journaliste Anne-Claire Coudray.
En 2018, deux bandes dessinées (Jeff Panacloc et Jean Marc : Les Voyageurs du temps et Jeff Panacloc et Jean-Marc : Partent en vadrouille) sont créées autour de l'univers de Jeff Panacloc et Jean-Marc. Le scénario est cosigné par Jeff Panacloc et Nathalie Koa et les dessins sont de N. Flantier et Mista Blatte.
Le 6 mai 2019, Jeff Panacloc et son acolyte Jean-Marc, deviennent le premier ventriloque et la première marionnette, à faire leur entrée au Musée Grévin,.
En décembre 2021, il est membre du jury de la première demi-finale de La France a un incroyable talent sur M6.

### Troisième spectacle et premier film (2021-2024)
Le 2 décembre 2020, Jeff Panacloc annonce sur les réseaux sociaux son prochain spectacle Jeff Panacloc Adventure. La tournée qui devait initialement le 4 avril 2021 à Yerres (Essonne) se voit reportée de quelques mois en raison de la pandémie. C'est finalement le 23 septembre 2021, qu'a lieu la première représentation du spectacle Jeff Panacloc Adventure dans lequel le ventriloque met en scène trois nouveaux personnages en plus de son emblématique singe Jean-Marc. Ce nouveau spectacle est conçu autour de l'univers des parcs d'attractions et emmène le spectateur dans un monde à la frontière entre le réel et la réalité tout en étant selon ses propres dires son « spectacle le plus intime et personnel ».
En janvier 2022, la tournée fait escale à l'Olympia pour plusieurs représentations à guichet fermés. Le spectacle est un triomphe pour le public, mais Jeff Panacloc reste boudé par une partie de la classe médiatique qui lui reproche un humour « facile » et « vulgaire », ce qui n'empêche nullement le succès du spectacle puisque la tournée est prolongée avec un passage au Dôme de Paris - Palais des Sports où sera tournée le film du spectacle.
En mai 2023, Jeff Panacloc annonce que la dernière représentation parisienne de Jeff Panacloc Adventure sera donnée au Palais Omnisports de Paris Bercy - Accor Arena, le 10 avril 2024. Le soir du 10 avril 2024, le public répond présent au rendez-vous fixé par l'humoriste dans la deuxième plus grande salle de France, ce qui fait de lui le premier ventriloque au monde à remplir Bercy.
En parallèle de son nouveau spectacle, le ventriloque annonce en 2021 qu'il travaille sur un film avec Pierre-François Martin-Laval qui tournera autour de Jean-Marc, son personnage de prédilection. Le tournage débute le 3 septembre de la même année en Auvergne. La bande annonce et le titre du film, Jeff Panacloc : à la poursuite de Jean-Marc, sont dévoilés le 22 décembre 2022 dans les médias français.
Après une tournée d'avant-premières dans toute la France, le film sort officiellement dans les salles de cinéma le 20 décembre 2023.
En 2022 et 2023, il est membre du jury de l'émission Mask Singer sur TF1 aux côtés notamment de Kev Adams et Chantal Ladesou.
En fin d'année 2023, il est co-auteur et metteur en scène d'un spectacle musical qui s'intitule Victor vers le futur qui met en scène de jeunes comédiens, et qui se joue au Palais des Glaces entre le mois d'octobre et le mois de décembre.
Une soirée spéciale avec la diffusion d'un documentaire inédit, Jeff Panacloc, un duo sans limite, lui est consacrée sur NRJ 12 le 21 décembre 2023. Le même mois, il apparaît avec Jean-Marc dans la série de M6 Scènes de ménages en tant qu'invités chez Gilbert et Christine (interprétés par Didier Benureau et Fanny Cottençon).
La dernière représentation de Jeff Panacloc Adventure a lieu le 4 mai 2024 à Ajaccio, en Corse où il se produira pour la première fois.

### Vie privée
En 2016, il se marie avec son ancienne attachée de presse Charlotte de Hugo. Ils sont parents de deux filles : Rose et Alice, nées en 2018 et 2020. Ils se séparent fin 2021.

### Engagements associatifs
En septembre 2014, il collabore au single inédit Kiss & Love au profit du Sidaction. Il apparaît également dans l'émission Ce soir, on chante, consacrée au Sidaction où il joue un sketch aux côtés de Pascal Obispo.
En 2016 et 2017, il fait partie de la troupe des Enfoirés.
Engagé pour la cause animale, il pose en avril 2016 sur une affiche de l'association PETA, argumentant : « Aujourd'hui, on peut très bien se passer de fourrure animale, on n'a pas besoin de massacrer des animaux pour s'habiller. Il faut que les marques et les consommateurs choisissent de ne pas sacrifier des vies animales et adoptent une mode respectueuse des animaux »,.
Depuis 2019, il est parrain de l'association qui lutte contre les cancers pédiatriques, Wonder Augustine.

## Univers de Jeff Panacloc

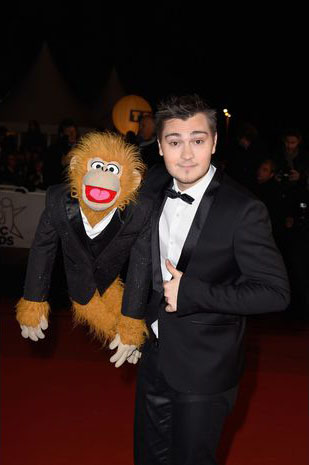
Jeff Panacloc et Jean-Marc en 2014.

### Jean-Marc
La marionnette principale de Jeff Panacloc est nommée « Jean-Marc » en hommage au patron du magasin de magie que fréquentait Damien quand il était petit. Elle est fabriquée par Mehdi Garrigues.

### Autres personnages
- Nabilouche : elle est la petite amie du singe Jean-Marc. Ce personnage est présenté dans le spectacle Jeff Panacloc contre-attaque[61] et apparait dans l'émission L'étrange Noël de Jeff Panacloc diffusée en décembre 2018[62] et 2020 sur TF1.
- Jean-Louche : il est le fils de Jean-Marc et Nabilouche et l'un des personnages de Jeff Panacloc Adventure en 2021[36].
- Jacky : il est plus âgé que Jean-Marc. Il arrive en même temps que Nabilouche dans Jeff Panacloc contre-attaque en 2017[61].
- Michel : il fait son apparition dans Jeff Panacloc Adventure en 2021. Ce personnage fait le lien avec la pandémie[36].
- Christian : « plus grand fan » de Jean-Marc, est l'un des nouveaux de Jeff Panacloc Adventure en 2021. En fauteuil roulant, il permet d'aborder le thème du handicap[36],[63].
- Momo : c'est un personnage créé exclusivement pour l'édition 2014 du Marrakech du Rire. C'est un chameau, agent marocain du singe Jean-Marc[64].
- Jerry Golry : « roi du stand up ou standuper », il se croit excellent dans cet art. Ce personnage est testé la première fois au Jamel Comedy Club puis est présenté en première partie de Jeff Panacloc Adventure à partir du 13 mars 2024.

## Spectacles
- 2011 à 2012 : Politiquement incorrect (Première ébauche de Jeff Panacloc perd le contrôle !)
- 2012 à 2016 : Jeff Panacloc perd le contrôle ! (sorti en DVD et Blu-ray, diffusion TMC en 2016 et 2022, et sur TF1 en juillet 2016 et décembre 2020)
- 2017 à 2020 : Jeff Panacloc contre-attaque (sorti en DVD et Blu-ray, diffusion 2020 sur TF1)
- 2021 à 2024 : Jeff Panacloc Adventure (sorti en DVD, diffusion sur TF1 en décembre 2022, décembre 2023 et janvier 2025)[65]
- À partir de 2025 : The Jeff Panacloc Company

## Filmographie

### Cinéma
- 2018 : Chair de poule 2 : Les Fantômes d'Halloween (Goosebumps 2: Haunted Halloween), film réalisé par Ari Sandel : Slappy, la marionnette (voix française)
- 2023 : Jeff Panacloc : À la poursuite de Jean-Marc, film de Pierre-François Martin-Laval[66] : lui-même et Jean-Marc (voix)

### Télévision
- 2024 : Panique au 31 de Gaël Leforestier : Jean-Marc

#### Documentaires
- 2016 : Jeff Panacloc, l'extraordinaire aventure, documentaire de Guillaume Simon et Thierry Colby (Séance unique au cinéma, puis diffusé sur TMC et NRJ 12)
- 2023 : Jeff Panacloc, un duo sans limite, documentaire de Laurine Danguy des Déserts (NRJ 12)[50]

#### Divers
- 2022 : Profession comédien (émission sur TMC) : lui-même
- 2023 : Scènes de ménages (série sur M6) : lui-même et Jean-Marc invités chez Gilbert et Christine

## Émissions de télévision
- 1996 et 1998 : Je passe à la télé  sur France 3 : candidat (chanteur)
- 2011 à 2015 : Le Plus Grand Cabaret du monde sur France 2 : humoriste, ventriloque
- 2015 : Touche pas à mon Jean Marc ![67]  sur C8 : invité spécial
- 2016 : Au rendez-vous des Enfoirés sur TF1 : membre de la troupe
- 2017 : Mission Enfoirés sur TF1 : membre de la troupe
- 2018 : L'étrange Noël de Jeff Panacloc sur TF1 : animateur
- 2021 : La Chanson secrète sur TF1[68] : participant
- 2021 : 8 décembre : La France a un incroyable talent sur M6 : juré lors de la demi-finale
- 2022 : Marrakech du rire sur W9[69] : humoriste, ventriloque
- 2022 et 2023 : Mask Singer (saisons 4 et 5) sur TF1 : enquêteur[70].

## Bandes dessinées

### SérieJeff Panacloc et Jean-Marc
- 2018 : Jeff Panacloc et Jean Marc : Les Voyageurs du temps, par N. Flantier, Mista Blatte, Jeff Panacloc et Nathalie Koa, t. I, Jungle, 2018, 48 p.  (ISBN 978-2-822-22295-2)
- 2018 : Jeff Panacloc et Jean-Marc : Partent en vadrouille, par N. Flantier, Mista Blatte, Jeff Panacloc et Nathalie Koa, t. II, Jungle, 2018, 48 p.  (ISBN 978-2-822-22602-8)